# 成克伦
成克伦（1979年10月25日—），是已退役的中国足球运动员，曾经进入过上海申花的一线队，但是从未获得正式比赛的上场机会。2001年初他被俱乐部挂牌，选择告别职业足球，进入同济大学学习，此后在大学生联赛中有出色表现。